# Плоскошлифовальный станок

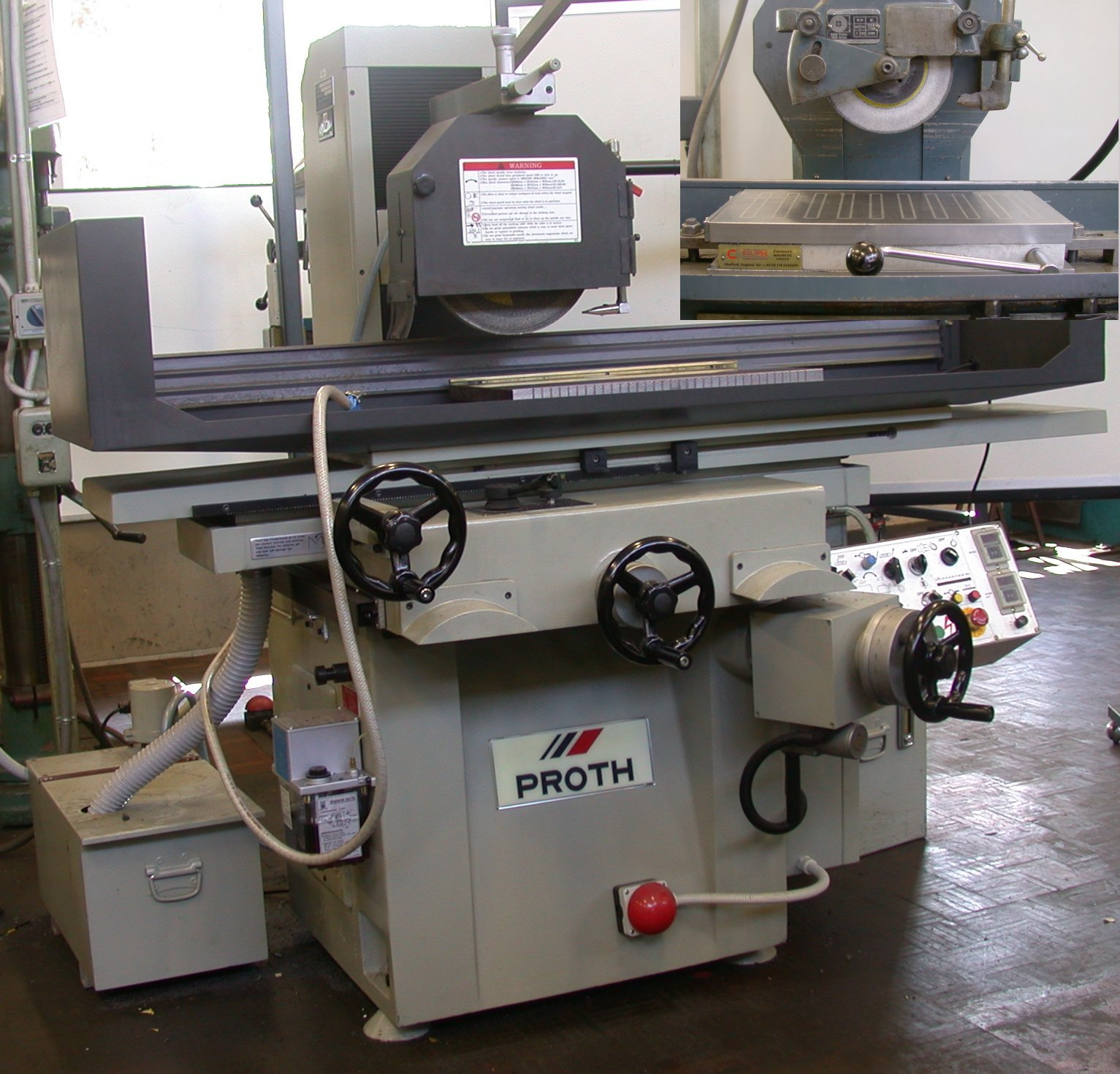
Плоскошлифовальный станок тайваньской компании Proth

Плоскошлифовальный станок — станок для обработки поверхностей металлических деталей абразивом (периферией или торцом шлифовального круга).
Плоскошлифовальные станки позволяют с микронной точностью обрабатывать плоские поверхности различных деталей. При применении дополнительных приспособлений на этих станках возможна обработка и фасонных поверхностей. Некоторые модели станков позволяют обрабатывать также и детали конической формы.
Чистота поверхности, достигаемая при обработке на станке, достигает 8-10 класса (соответствует шероховатости поверхности по ГОСТ 2789-73 Ra = 0,63 .. 0,16 мкм).
Крепление заготовок на рабочем столе станка, как правило, выполняется электромагнитами.